# Y'a d'la haine
Singles de Les Rita Mitsouko
Don't Forget the Nite
(1993) Les Amants
(1994)
Y'a d'la haine est une chanson du duo français Les Rita Mitsouko. Le titre de la chanson peut être vu comme l'antithèse de Y a d'la joie.

## Historique
Cette chanson est le troisième titre figurant sur l'album Système D,, sorti en 1993. Le titre est aussi édité la même année aux formats disque vinyle 45 tours et compact disc single, accompagné de la chanson La belle vie.
La chanson a été écrite par les deux membres des Rita Mitsouko, Catherine Ringer et Frédéric Chichin.
Le clip de la chanson, réalisé par Sébastien Chantrel, remporte en 1994 la récompense de Clip de l'année aux MTV Europe Music Awards,,

## Classement
| Classement (1994) | Meilleure place |
| ----------------- | --------------- |
| France (SNEP)     | 33              |

## Récompenses
1994 : Clip de l'année aux MTV Europe Music Awards